# Pleureur (masyw)
Pleureur – masyw w Alpach Pennińskich. Leży w Szwajcarii w kantonie Valais, na północ od masywu Ruinette. Oddziela go od niego przełęcz Col de Cheilon (3237 m). Masyw jest położony południkowo. Na zachód od niego znajduje się dolina Val de Bagnes, a na wschód dolina Val d’Hérémence z jeziorem Lac des Dix. 

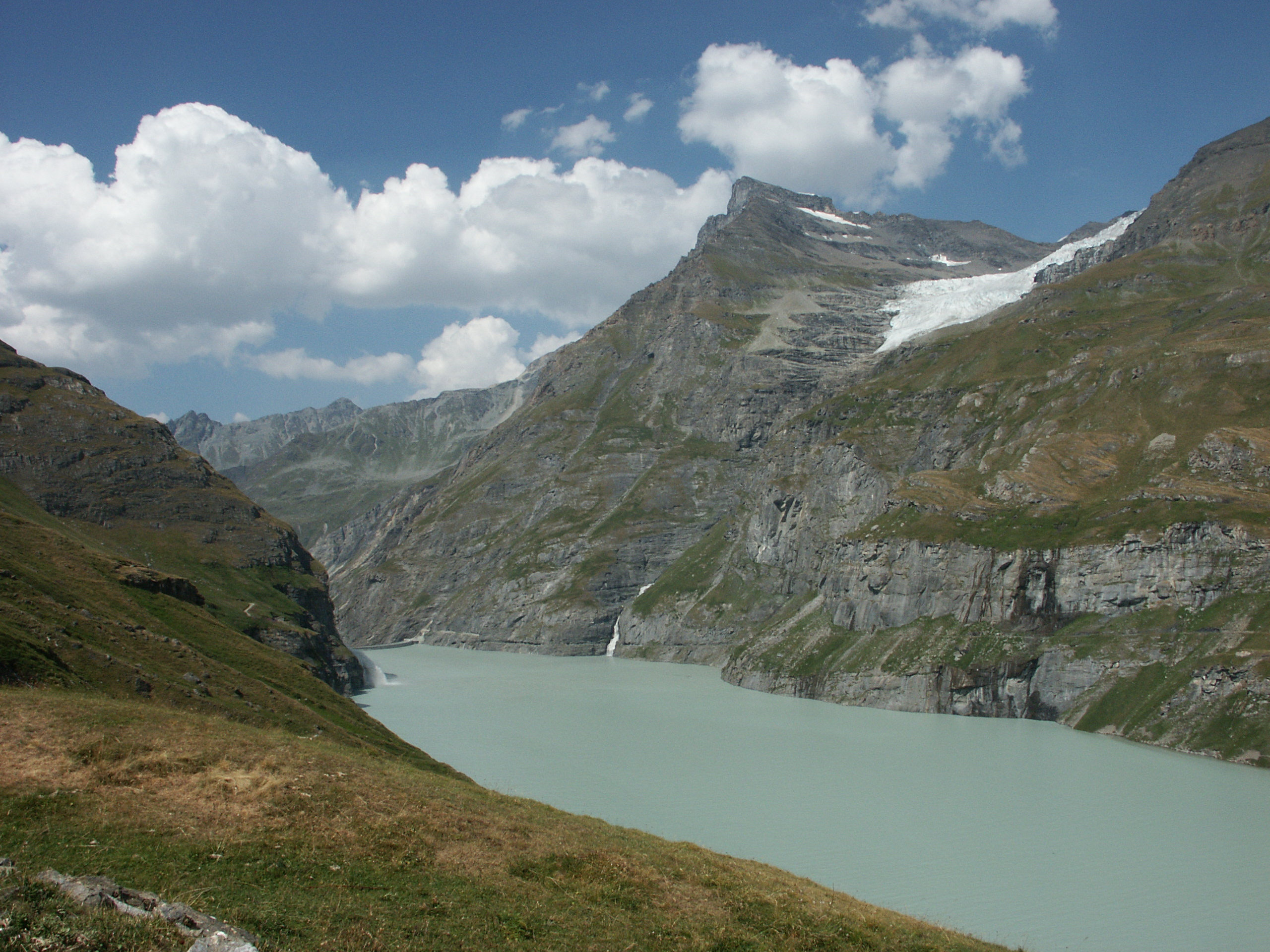
Widok na Le Pleureur znad jeziora Lac de Mauvoisin

Od północy w masywie znajdują się szczyty: La Luette (3548 m), Sex Quinaudoz (3209 m), Le Pleureur (3703 m), La Salle (3675 m), Ponte du Vasevay (2256 m), Ponte des Chamois (3384 m), Le Parrain (3259 m), Rosablanche (3336 m). Od tego ostatniego szczytu masyw rozdziela się na dwie granie. Zachodnia to m.in. szczyty: Mont Fort (3328 m), Bec des Etanges (3232 m) i Mont Gelé (3023 m), natomiast wschodnia to m.in. szczyty Pointe des Autans (3044 m), Monts Rosets (2940 m) i La Metailler (3213 m). Między tymi graniami znajduje się niewielka dolina Val de Nendaz z jeziorem Lac de Cleuson.
Na zboczach masywu znajdują się małe lodowce. Są to m.in. Glacier de Lendarey, Glacier des Ecoulaies i Glacier Grand Désert.